# Tibor Komáromi
Tibor Komáromi (Budapest, 15 agosto 1964) è un ex lottatore ungherese, specializzato nella lotta greco-romana.

## Palmarès
- Giochi olimpici

Seul 1988: argento nei pesi medi;
- Mondiali

Martigny 1989: oro nei pesi medi;